# Concurso entre Citerón y Helicón

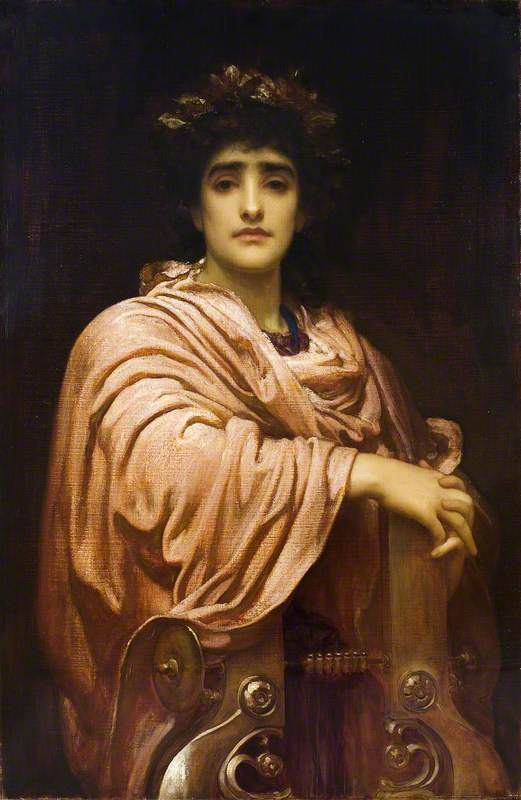
Corinna, de Frederic Leighton.

El Concurso entre Citerón y Helicón (PMG 654) es un fragmento de un poema de Corina. Conservado en un papiro del siglo II d. C., fue descubierto en Hermópolis Magna en Egipto. Narra la historia de un concurso de canto entre dos monte, Citerón y Helicón, que al parecer ganó el monte Citerón. Veintitrés versos del poema se conservan relativamente bien; son visibles rastros de otros once antes de esta sección y treinta después.

## Conservación
El poema se conserva en un papiro del siglo II d. C., P.Berol. 13284. Fue descubierto por Otto Rubensohn en Hermópolis en 1906. También conserva parte del poema de Corina sobre las hijas del Asopo. La editio princeps del papiro fue publicada por Wilamowitz en 1907.
Según Denys Page, veintitrés versos del poema (versos 12–34 de la primera columna conservada del papiro) son «legibles de forma más o menos continua». Antes de la parte bien conservada del poema sobreviven rastros de once líneas.  Basándose en la longitud de los finales de línea se extienden más allá de la parte posterior del poema, Edgar Lobel sugirió que estaban en un metro diferente a la parte mejor conservada del poema.  Como la parte mejor conservada comienza claramente en algún punto del poema, Denys Page sugiere que esto puede explicarse o bien porque el poema cambia de métrica a mitad de camino, o bien porque el Papiro de Berlín conserva sólo parte del poema original de Corina. Por otra parte, A. E. Harvey sostiene que es más probable que la anomalía se explique como un error del copista, ya que el escriba insertó saltos de línea en lugares equivocados.  El poema continúa durante treinta líneas después de la parte bien conservada, pero son imposibles de interpretar.

## Poema
El poema trata de un concurso de canto entre Citerón y Helicón. El conflicto entre estos dos montes es conocido por otras fuentes, pero este poema es la única mención conocida de un concurso de canto entre los dos.  En el poema de Corina, Citerón aparentemente gana el concurso; en otras versiones de la historia, Helicón es el vencedor.
El poema está compuesto en estrofas de seis versos, de los cuales los cinco primeros están en dímetro iónico, y el sexto es una clástula de diez sílabas, con la forma uu--uu-u--. La parte superviviente del poema comienza con uno de los cantantes, generalmente se cree que es Citerón  concluyendo su canción, que cuenta el mito de cómo la titánide Rea escondió a su hijo menor, Zeus, de Crono.  El poema continúa con los dioses votando sobre el ganador del concurso, y otorgando la victoria a Citerón. La votación se lleva a cabo mediante votación secreta, utilizando guijarros colocados en vasos.  Se desconoce si los concursos musicales reales se juzgaban de este modo, o si el uso que hace Corina de este sistema de votación pretende recordar el procedimiento judicial.  Después de que se anuncie el resultado, Helicón lanza una roca hacia abajo en su ira, que se rompe en diez mil pedazos. John Heath interpreta este episodio como un ejemplo del sentido del humor característico de la poesía de Corina.
El uso que hace Corinna de la historia de Rea y el nacimiento de Zeus en el poema está aparentemente influido por el relato que hace Hesíodo del mismo mito en la Teogonía.  Hay varios ecos verbales de Hesíodo en la versión de Corina de la historia, aunque también añade sus propias innovaciones como la inclusión de los curetes, que no se mencionan en la Teogonía. La versión de Corinna del poema hace hincapié en el papel de Rea, y Diane Rayor sostiene que este es un ejemplo de Corina escribiendo para un público específicamente femenino. Marilyn B. Skinner, sin embargo, sostiene que describe las acciones de Rea desde una perspectiva patriarcal. Dee Clayman ha sugerido que las dos montañas del poema representan a Corina y Píndaro, con Corinna triunfando. Athanassios Vergados sugiere en cambio que Helicón representaba a Hesíodo, y su canto habría seguido de cerca la narración de la Teogonía; en esta lectura Corina se presenta como Citerón en diálogo con Hesíodo.

## Representación
Es probable que sus poemas se escribieran principalmente para su interpretación coral en festivales locales. El poema del concurso puede haber sido escrito para ser interpretado en las Dédalas, un festival en honor de Hera en Platea, que se celebraba en parte en la cima del monte Citerón.